# 毛利弘元
毛利 弘元（もうり ひろもと）は、室町時代から戦国時代にかけての武将。安芸国の国人領主・毛利氏当主。吉田郡山城主。父は毛利豊元。子に毛利興元（嫡男）、毛利元就（次男）、相合元綱（三男）、北就勝（四男）がいる。

## 生涯
応仁2年（1468年）、安芸国の国人である毛利氏の当主・毛利豊元の長男として生まれる。毛利氏は周防国・長門国の守護大名・大内氏の勢力下である安芸国人領主の一人であった。
文明8年（1476年）、父・豊元の死により家督を相続する。
文明10年（1478年）2月、大内政弘に願い出て加冠されて、「弘」の偏諱を与えられ「弘元」と名乗る（『毛利家文書』152・153号）。
文明14年（1482年）3月には、政弘からその領国内の豊前国京都郡津隈荘内で20町の地を預けられており、大内氏の知行制の中に取込まれている（『毛利家文書』156号）。
明応4年（1495年）に政弘が死去すると、その後を継いだ大内義興に嫡男の興元と共に従った。だが、その立場は管領・細川氏と大内氏の間で揺れ、さらに明応8年（1499年）には明応の政変で失脚した前将軍・足利義稙を保護した大内氏と、将軍・足利義澄を擁する室町幕府との間で揺れる。
弘元は対立の激化した大内氏と細川氏の両者からの協力要請から逃れる為、明応9年（1500年）に嫡男の興元に家督を譲って隠居し、次男の元就らを連れて安芸国多治比の猿掛城へ移り住んだ。弘元が隠居先を猿掛城としたのは、吉田郡山城の西の拠点を確保し北方に位置する国人・石見高橋氏に備えるためとも考えられている。
永正3年（1506年）1月21日、弘元は心労により、39歳で死去した。弘元の墓所は広島県安芸高田市の悦叟院にある。

## 関連作品
- 『毛利元就』（1997年、NHK大河ドラマ、演：西郷輝彦）